# Инфектологија

Човек се вара мислећи да је победио заразу - инфект, јер се он на сваки притисак човека мења, постаје малигнији и увек узвраћа ударац. Тако је било кроз еволуцију човечанства, и тако ће бити и у будућности, што захтева и намеће инфектолозима потребу за сталним усавршавањем и истраживањем заразних болести.

Инфектологија је једна од најкомплекснијих и најдинамичнијих грана медицине која се бави инфекцијом (локализована инфективним променама) и инфективним (заразним) болестима, као раширеним (дисеминованим) инфективним процесом. Раније је ова грана медицине заразне болести проучавала као системске, да би данас, у савременим светским клиникама и медицинским уџбеницима, инфективне болести постале део интерне медицине. Тако да савремени инфектолози, данас учествују и у лечењу болести бубрега (уринарне инфекције), запаљења ува, инфекције очију, итд. сарађујући пре свега са специјалистима одговарајућих специјалности који добро познају анатомију одређених органа, али не и узрочнике њихових инфекција.

## Историја
Кроз људску историју инфективне болести су повезане са хигијеном и епидемиологијом због периодичних пандемија и епидемија које су пустошиле земље, посебно у градовима пре појаве санитације (јавноздравствених услова повезаних са чистом питком водом и адекватним третманом и одлагањем људских излучевина и канализације), али и са развоја путничке медицине (која се бави превенцијом и лечење болести које се јављају за време путовања) и тропске медицине (која се бави препознавањем, дијагностиком и лечењем и оболелих од различитих тропских болести), јер су многе болести које се добијају током путовања и боравка у тропским и суптропским областима заразне природе.
Прве иновације за лечење инфективних болести потекле су у старој Грчкој, а пре него што су заразне болести уопште и концептуализоване, грчки лекар по имену Хипократ формирао је Хипократов корпус. У овој збирци од 70 докумената био је и текст који је садржао опис заразних  болести. Овај текст, назван Епидемијски томови, одиграо је кључну улогу у формирању европског приступа заразним болестима. 
Лекар за време Римског царства, Гален од Пергамона, такође је је имао велики утицај на европску перцепцију о заразним болестима преко његових вишеструких расправа. Ови трактати су дали увид у Антонинијеву кугу коју данас препознајемо као велике богиње на основу описа у Галеновим расправама.
Између 16. и 18. века, медицински стручњаци су се све више образовали учећи из сопствених истраживања али и из информација  добијених од других професионалаца у овој области захваљујући примени Гутенберговог открића и масовног штампања  медицинских књига. Ове књиге (које су сада биле доступне многим лекарима), укључивале су и запажања о заразним болестима (као што су сифилис, маларија и мале богиње). 
Крајем 18. века почиње да се уводи вакцинација, прво против малих богиња. Иако је у том периоду није било валидних података о појединачним заразним болестима раширеним по медицинским документима, па према томе и комбинована перцепција заразних болести као области медицине у то време није постојала.
Током 19. века почела је да се развија савремена медицина и све су постојали јаснији извори заразних болести. Роберт Кох, немачки лекар који је проучавао патогене, открио је три главна патогена који су били узрочници антракса, туберкулозе и колере. Луј Пастер је био пионир у стварању вакцина за заразне болести, вакцине против антракса. Такође је у 19 веку настала и теорија о клицама као узрочницима заразних болести која је утицала на Џозефа Листера да практикује методе антисептичке хирургије током операције, које су значајно смањиле раст патогена који изазивају заразне болести.
Иако су заразне болести постале колективнији појам у 19. веку, оне нису изучаване и лечене у оквиру посебне медицинске специјалности, већ у оквиру разних области медицине (пре свега интерној медицини), све до 1970-их када је као одговор на све већи број новоидентификованих патогена и новоразвијених лекова и вакцина настала инфектологија.

## Значај
Како се бројност патогених микроорганизама, контагиозност појединих заразних болести као и рекомбиновање вируса стално мењања, то je захтевало вечиту борбу између:
- човека (болесника),
- лекара (инфектолога,
- инфекта.

Како би та борба била што успешнија у оквиру медицине развила се посебна грана медицине инфектологија која је специјализована за проучавање, дијагностиковање и лечење пацијената свих узраста који имају акутне или хроничне заразне болести.   
За разлику од такозваних ендогених обољења (са патологијом унутрашњег порекла), која настају као последица органских поремећаја и/или наслеђених фактора, и која су у медицини у мањој или већој мери добро познате и изучене, инфективне болести узрокују веома разноврсни спољашњи узрочници, тзв. патогени микроорганизми, који понекад могу да буду и потпуна непознаница, бар за извесно време док се не проуче.
Инфектолог врши тестове и медицинске прегледе као што су: узимање узорака, испитивање културе, као и лабораторијска испитивања како би се ћелије виделе у изолацији и идентификовали различити микроорганизми. 
Инфектологија може бити од велике помоћи људима који путују у подручја склона заразним болестима. 
Један од задатак инфектолога је и да препоручити неке смернице које треба пратити јер се уз помоћ њих спречава добијање заразних болести путем вакцинације најугроженији особа или путника који путују у подручја склона заразним болестима.
Из наведених разлога, инфектологија је једна од најдинамичнијих и најкомплекснијих грана медицине, која се непрестано мења, и на сваких пет до шест година доживи нешто сасвим ново. Сетимо се нпр. појаве Лајмска болести (пре 30 година) или ХИВ -а, 1984. године, кад су забележени и први такави случајеви у ондашњој Југославији. У клиничкој пракси били су то готово револуционаран догађаји. Следило је потом још много нових заразних болести; болест лудих крава, птичји грип, итд. Зато данашњи инфектолози али и сви лекари опште праксе о инфективним болестима морају да знају све више, поготово што се у међувремену сазнало, пуно, и о томе су настала читава уџбеничка поглавља.

## Инфектологија у непрестаном развоју
Нове инфективне болести не индукује само природа, већ човек са напретком медицине, па је у том смислу сваки „медицински продор“ може истовремено бити праћен и појавом нових ризика. Пример за то је развој трансплантационе хирургије, која је велики медицински корак напред. Пацијенти са трансплантираним органима добијају врло јаке лекове који одбацивање пресађеног органа спречавају драстичним снижавањем имунитета. Та чињеница је узрок појаве такозваних опортунистичких инфекција, изазваних различитим супротно пријатељским микроорганизама који нормално живе у људском организму, али их поремећај имунитета претвара у узрочнике врло опасних, често животно угрожавајућих инфекција.
Сличан случај је и са антибиотицима - развој фармацеутске индустрије и откриће моћних антибиотика неке заразне болести су потпуно искорениле, али су, са друге стране, изазвали отпорност појединих микроорганизама и довели до појаве „супербактерија“, за које засада нема лека.
Инфектологија је у савременом свету све више се сусреће и са феноменима као што су, климатске промене. Климатске промене у свету су велике, просечна температура на планети Земљи расте за готово два степена годишње, тако да се и у крајевима са некад умереном климом почињу да стварају услови за развој инсеката, првенствено комараца, који преносе различите инфективне болести. Топлота и влажност погодују овим преносницима заразних болести јер у тим условима они брже сазревају и дуже су полно активни. У тако измењеним климатским условима неке типично тропске болести почеле су да се аутохтоно јављају и у нетропским крајевима (нрп Грчкој, Шпанији, Италији Француској, па и Србији) тако да се данас, региструју такозвани аутохтони случајеви маларије код људи који нису напуштали земљу (нпр Грозница Западног Нила.

## Циљ, трајање и структура специјализације из инфектологије
Пут да се постане специјалиста за инфективне болести подразумева дугогодишње усавршавање.  
Циљ
Специјализација из инфектологије је образовни процес у току ког специјализант добија теоријско и практично знање из подручја инфектологије које га оспособљава за самостално лечење болесника оболелих од акутних или хроничних болести изазваних разним микроорганизмима.
Пошто програм специјализације нпр. у Србији, не обухвата теоретску и практичну наставу из тропских болести, неопходно је да се са сваке клинике за инфективне болести додатно образује најмање два специјалисте инфектолога у акредитованим установама за тропске болести, које у Србији не постоје.
Трајање
Специјализација у различитим деловима света различито траје. 
У Сједињеним Америчким Државама након завршетка медицинског факултета, специјалисти за инфективне болести прво завршавају специјализацију из интерне медицине или педијатрије (три године), након чега следи субспецијализација за инфективне болести (која обично раје две године).
У Србији специјализација из инфективних болести траје четири године.
Структура специјализације
- једна година заједничке основе за интернистичке специјализације при болници секундарног нивоа,
- једна година на инфективном одељењу општег типа при болници секундарног нивоа,
- једна година - специјалистичко-инфектолошког кружење на клиникама за инфективне болести,
- једна година општег специјалистичког кружење у болницама секундарног или терцијарног нивоа.